# Aristolochia dongnaiensis
Aristolochia dongnaiensis är en piprankeväxtart som beskrevs av Jean Baptiste Louis Pierre och Paul Lecomte. Aristolochia dongnaiensis ingår i släktet piprankor, och familjen piprankeväxter. Inga underarter finns listade i Catalogue of Life.